# 지쓰조인

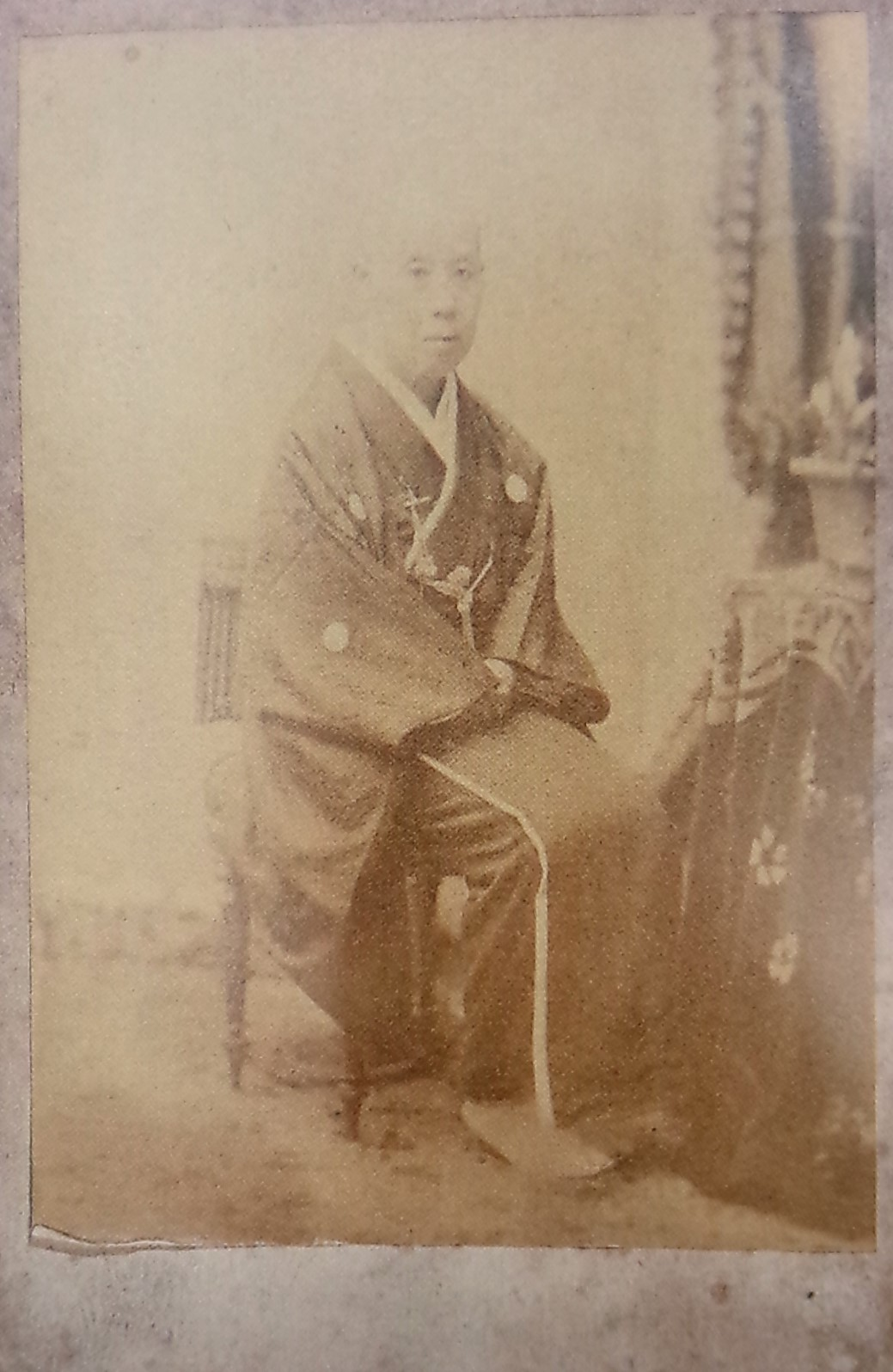

지츠죠인(일본어: 実成院/實成院 じつじょういん[*], 분세이 4년 1월 18일 (1821년 2월 20일) - 메이지 37년 (1904년) 11월 30일)은 고산케 키슈번 번주 도쿠가와 나리유키의 측실이자, 에도 막부 14대 쇼군 도쿠가와 이에모치의 생모이다. 이름은 미사 (美佐(みさ)), 미사코(操子)이다. 미키, 오미키노카타라 불렸다.

## 생가
생가는 키슈번의 고가로, 고쿠다가 1천석의 사쿠라이 마츠다이라가 혈통의 히사마츠 마츠다이라가이다. 이 집은 토토미국 하마마츠번 번주 마쓰다이라 다다요리의 3남으로, 마츠다이라 사다카츠의 양자가 된 마츠다이라 타다카츠 (나가시치로)가 슨푸성에 있을 무렵의 도쿠가와 요리노부에게 보내져 창설된 가문으로, 그후 타다카츠는, 틈을 내어 야마시로국에 한거한다.
2대 시게유키 (겐베에)는 메이레키 원년 (1655년)에 제츠마이 200석이 하사되고, 후에 키슈번의 요리아이구미 고가의 열이 된다. 안에이 5년 (1776년)에 같은 히사마츠계 마츠다이라 도서가와 함께 고가에 오른다. 분카 7년 (1810년)의 「가중관록인명장」에 『1천석 고가상좌 마츠다이라 로쿠로에몬』이라 쓰여있다. 가몬은 아오이, 쿠요문이다.
4대 타다히데 (로쿠로에몬)은 키슈번의 오반가시라, 1천석으로 승진했다. 7대 지츠죠인의 오빠인 이사오 (오리베)의 대에, 이에모치의 백부라는 이유로 3천석으로 가증되었다가, 지츠죠인이 에도성에 가서 살게 되자, 이에 동행해 3천석의 에도 막부 하타모토가 되어, 막부 신판가시라에 취임하고, 오리베 마사로 칭했다.
한편, 키슈번에 남은 이사오의 동생 타다히로 (로쿠로에몬, 유고, 지츠죠인과 남매 순서는 미상)는 형이 하타모토가 되자, 신규로 불려나가 1천석 및 기슈번 요리아이, 대대로 고가의 반열에 올라, 오반가시라로 승진했다. 그러나, 제2차 쵸슈정벌에 출진하여, 이와미국에서 쵸슈번에게 패배한 책임을 지고 감석되었고, 자포자기한 타다히로는 음주 방탕에 빠져 몰락하였다 (이상은 『남기덕천사 제5책』에서).

## 약력

### 키슈번시기
분세이 4년 (1821년)에 마츠다이라 로쿠로에몬 스스무의 딸로 태어나, 덴포 3년 (1832년) 7월 1일에 키슈 도쿠가와가에 차출되어, 소바가와가 되었고, 덴포 5년 (1834년)에 츄로가 된 후에 번주 도쿠가와 나리유키의 측실이 되었다.
덴포 14년 (1843년) 8월 28일, 이소히메 (伊曾姫)를 낳고, 같은 해 11월 24일에 와카도시요리격이 되지만, 덴포 15년 (1844년), 이소히메는 요절했다. 이후, 고카 2년 (1845년)에 나리유키의 정실 토요히메가, 고카 3년 (1846년) 5월에는 나리유키도 사망했다. 그러나 나리유키가 사망한 해에 에도 아카사카의 키슈번 저택에서 키쿠치요 (훗날의 요시토미/이에모치)를 낳았다. 흔히 "키슈 귤에는 씨가 있다"고 했다.
그러나, 키쿠치요를 낳았을 때엔 이미 나리유키는 사망했고, 후계자인 도쿠가와 나리카츠의 명으로, 키쿠치요의 양육을 위해 출가 보류가 되었다. 나리카츠가 죽고, 키쿠치요가 나리카츠를 이어 세는 나이 4살에 13대 번주가 되었으며, 원복하여 요시토미로 이름을 고치고, 가독을 잇자, 머리를 자르고 지츠죠인 (実成院)의 원호를 칭했다.
안세이 5년 (1858년), 요시토미가 14대 쇼군 이에모치로서, 13살의 나이로 에도성에 들어가자, 분큐 원년 (1861년) 2월 16일부터 18일에 지츠죠인도 쇼군 생모로써, 오빠인 이사오와 함께 에도성 혼마루에 왔고, 오오쿠에 들어갔다.

### 에도성 입성 이후
쇼군 생모의 거처인 신고텐은 선대 쇼군 이에사다의 생모 혼쥬인이, 미다이도코로고텐에는 선대 쇼군 이에사다의 정실 텐쇼인이 거주하고 있었기 때문에, 지츠죠인은 싯포노마에 거주하였다. 그때까지, 싯포노마에서 살고 있던 오토시요리 타키야마는 지츠죠인의 입주에 따라, 싯포노마에서 츠루노마로 이동하였다. 분큐 2년 (1862년)에는 닌코 천황의 황녀이자 고메이 천황의 여동생인 카즈노미야를 이에모치의 정실로 에도성 오오쿠에 맞이했다. 지츠죠인은 요란스러워 아침부터 술을 마시고, 난치 소동을 벌이기도 했다고 한다. 게이오 2년 (1866년)에 이에모치가 오사카성에서 21살의 나이로 죽은 후에도, 에도성에 거주하다가 게이오 4년 (1868년)에 관군에 의한 에도 개성에 따라, 세이칸인노미야 (카즈노미야)와 함께 타야스 도쿠가와가 저택으로 옮겼다.
메이지 37년 (1904년)에 도쿄 센다가야의 키슈 도쿠가와 저택에서 84세의 나이로 사망하여, 칸에이지에 혼쥬인과 함께 매장되었다. 법명은 실성원전청조묘수대저 (実成院殿清操妙壽大姉)이다.

## 관련 작품

### 영화
- 『주작문』 (다이에이, 1957년) - 마츠우라 츠키에

### TV드라마
- 『오오쿠』 (후지테레비, 2003년) - 노기와 요코

### 무대
- 『오오쿠』 - 에나미 쿄코 (2007년), 타키가와 유미 (2010년)